# 朝勒更郭勒
朝勒更郭勒，位于中华人民共和国内蒙古自治区锡林郭勒盟苏尼特左旗中部的一条干河，发源于锡林郭勒盟达来苏木巴彦宝拉格嘎查以北的哈如勒查干敖包，蜿蜒向东南流经乌兰呼都嘎、达勒宾、额日德尼格吉格、巴嘎塔日亚、德德嘎顺、道德嘎顺等地，于玛尼图东南折向西南流，经巴彦乌拉苏木巴彦塔拉嘎查，最后于赛罕高毕苏木巴彦芒来嘎查西南汇入准达来诺尔。河长133.2千米，流域面积3688.29平方千米，河道平均比降为2.31‰。全河大部分为干河，下游河床不明显。流域内植被稀疏，为牧业区。